# Арман Ландрен
Арман Ландрен (на френски: Armand Landrin) е френски антрополог.

## Биография
Роден е на 7 май 1844 година във Версай в семейството на адвокат. Завършва геология и работи в Националния музей по естествена история. През 1878 година участва в организацията на Световното изложение и в основаването след това на Етнографския музей „Трокадеро“, където работи дълги години и полага големи усилия за изграждането на мащабна етнографска колекция.
Арман Ландрен умира на 29 юни 1912 година в Бьорле.